# Turnow-Preilack
Turnow-Preilack (em baixo sorábio: Turnow-Pśiłuk) é um município da Alemanha, situado no distrito de Spree-Neiße, no estado de Brandemburgo. Tem 38,02 km² de área, e sua população em 2019 foi estimada em 1.118 habitantes.